# Юрьевка (Оренбургская область)
Юрьевка — село в Акбулакском районе Оренбургской области. Входит в состав Каракудукского сельсовета.

## География
Село расположено недалеко от районного центра — Акбулака.
Часовой пояс
Село Юрьевка как и вся Оренбургская область, находится в часовой зоне МСК+2. Смещение применяемого времени относительно UTC составляет +5:00.

## Население
| 2010 |
| ---- |
| 26   |